# Молекулярная генетика

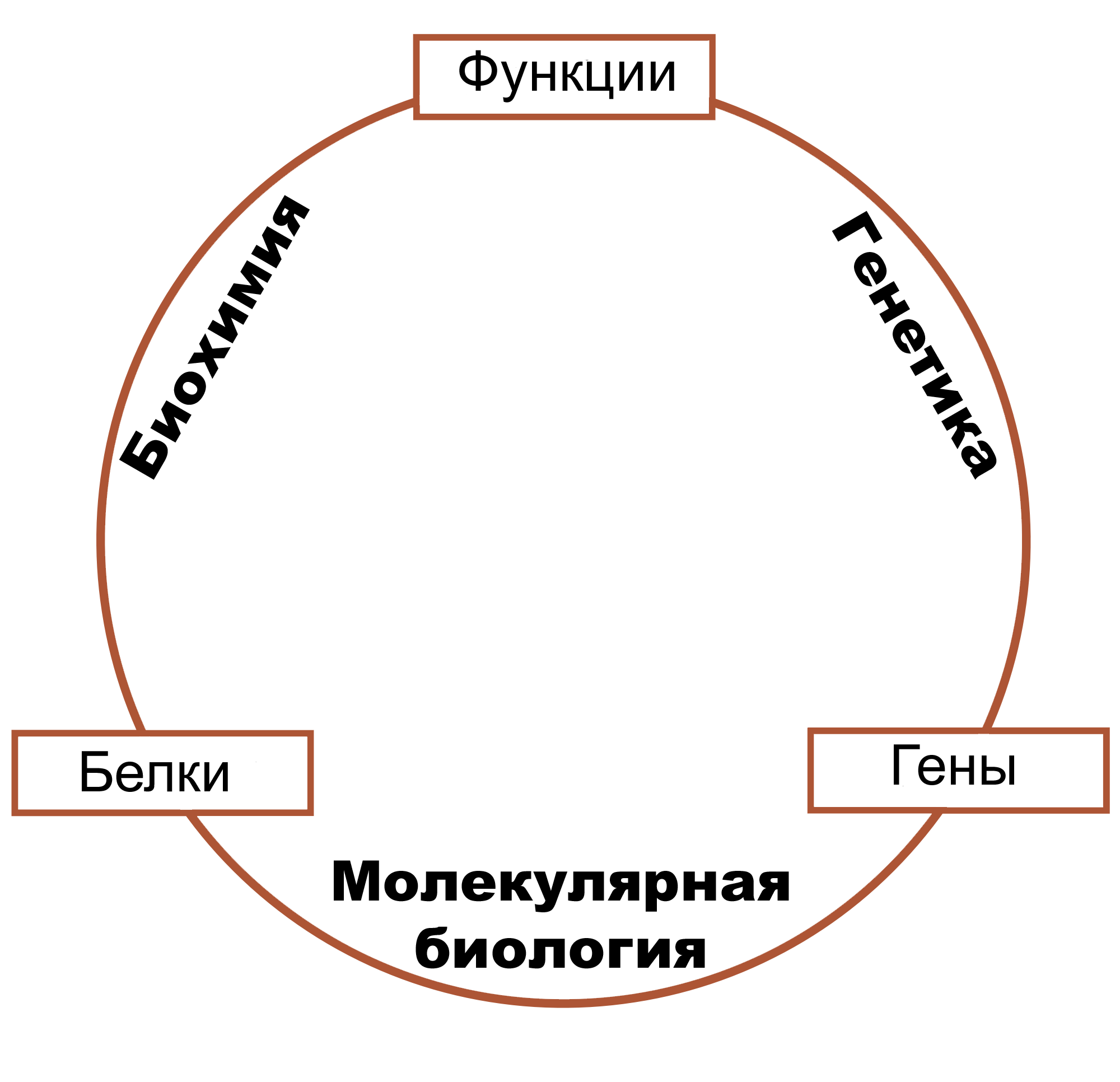

Молекуля́рная гене́тика — область биологии на стыке молекулярной биологии и генетики. По сути является одним из разделов молекулярной биологии.
В области генетики молекулярная биология вскрыла химическую природу вещества наследственности, показала физико-химические предпосылки хранения в клетке информации и точного копирования её для передачи в ряду поколений.

## История
Чтобы молекулярная генетика развивалась как дисциплина, было необходимо несколько научных открытий. Открытие ДНК как средства передачи генетического кода жизни от одной клетки к другой и между поколениями было важно для определения молекулы, ответственной за наследственность. Джеймс Уотсон и Фрэнсис Крик (совместно с Розалинд Франклин и Морисом Уилкинсом) выяснили структуру ДНК, краеугольного камня для молекулярной генетики.